# John Midgley
John Midgley é um sonoplasta britânico. Venceu o Oscar de melhor mixagem de som na edição de 2013 por Hugo, ao lado de Tom Fleischman.